# Lípa v Kuklíku
Lípa v Kuklíku u Chobotského dvora (také známa jako Dvorská lípa) je nejmohutnější památný strom okresu Žďár nad Sázavou. Roste v osadě Chobotský dvůr u obce Kuklík.

## Základní údaje

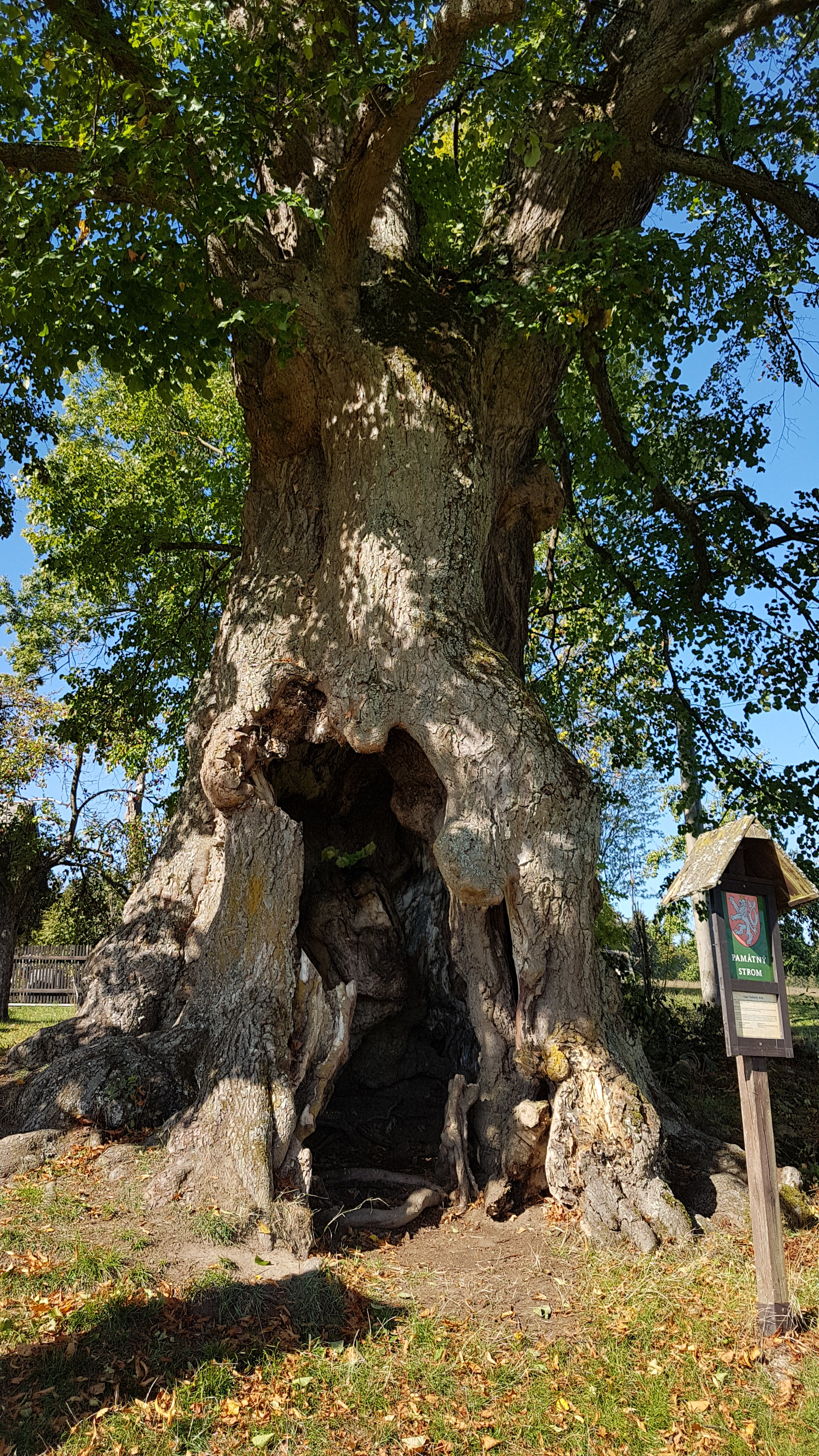
Detail kmene

- název: lípa v Kuklíku, lípa u Chobotského dvora, Dvorská lípa
- výška: 23 m[1], 26 m[2], 20 m[3]
- obvod: 820 cm (1978)[4][1], 852 cm (2001)[3], 893 cm (2007)[5]
- věk: 400 let[3], >450 let[2]
- sanace: prořez v minulosti
- souřadnice: 49°37'4.73"N, 16°6'29.91"E

Na konci obce v části zvané Chobotský dvůr (1300 m jižně od centra obce, za lesem), okraj zahrady.

## Stav stromu a údržba
Kmen je ve spodní části rozšířený, dutý a u země na protilehlých stranách prasklý, takže je vidět skrz (dříve byl otvor zakrytý). Kmen se dělí na dvě hlavní větve, koruna byla kdysi prořezána a vyvázána. Strom potřebuje ošetření.

## Památné a významné stromy v okolí
- Lípa srdčitá v Kuklíku (2 km S)
- Klen ve Vříšti (3 km S)
- Lípa u Dvořáků (Podlesí, 6 km S)
- Lípa v Blatinách (8,5 km po silnici, 5 km polní cesta, SZ)
- lípa ve Studnici (3,5 km silnice, 2 km lesní cesta, J)
- Odranecký klen (6 km silnice, 2,5 km polní cesta)